# NGC 167
NGC 167 este o galaxie spirală localizată în constelația Balena. A fost descoperită în anul 1886 de către Francis Leavenworth. De asemenea, a fost observată încă o dată de către Herbert Alonzo Howe și fotografiată încă o dată în 3 noiembrie 1898 de către DeLisle Stewart.